# Ангольский астрильд
Ангольский астрильд (лат. Uraeginthus angolensis) — птица семейства вьюрковых ткачиков.

## Описание
Ангольский астрильд достигает длины 12 см. Половой диморфизм не выражен. Голова и верхняя часть тела бледно-коричневые, гузка и хвост ярко-голубые. Щёки, грудь и боковые стороны тела также голубого цвета. Интенсивность голубой окраски оперения варьирует в зависимости от подвида. У подвида U. a. natalensis особенно интенсивная и сочная окраска голубого цвета.
У самок клюв почти чёрного цвета, вследствие чего они отличаются от самок других видов мотыльковых астрильдов. Окраска молодых птиц варьирует в зависимости от подвида, однако, обычно их оперение более коричневатое чем у самок.

## Распространение
Ареал вида охватывает Южную Африку. Местообитания вида — это кустарниковые саванны и светлые леса акаций вблизи водоёмов. Часто птиц можно наблюдать в предвечерние часы у луж воды и ручейков. Они также часто появляются на окраине деревень и даже в садах в больших городах. Предостерегающий крик вида звучит как жёсткое, громкое и быстрое «чак-чак-чак». Пение состоит из сдавленных звуков.

## Размножение
Период гнездования варьирует в зависимости от места. Гнездо строит только самка, самец только приносит строительный материал. Токование происходит с помощью соломинки. Самец, держа в клюве соломинку, садится на ветку таким образом, чтобы его хвост указывал в направлении самки. Затем он наклоняет голову, чтобы клюв с соломинкой указывал в направлении к небу. Во время кивков головой он прыгает вверх и вниз и поёт. Готовая к спариванию самка подзывает к себе самца взмахами хвоста и щебечущими звуками. В кладке от 3-х до 5-и яиц, высиживание которой длится от 13 до 14 дней. Выводковый период составляет от 18 до 20 дней. Затем следующие две недели самец кормит молодых птиц вне гнезда.